# 福孔德巴瑟洛内特
福孔德巴瑟洛内特（法語：Faucon-de-Barcelonnette，法語發音：[fokɔ̃ də baʁsəlɔnɛt]，意为“巴瑟洛内特的福孔”）是法国上普罗旺斯阿尔卑斯省的一个市镇，属于巴瑟洛内特区。

## 地理
福孔德巴瑟洛内特（44°23'37"N, 6°40'42"E）面积17.42 平方千米，位于法国普罗旺斯-阿尔卑斯-蓝色海岸大区上普罗旺斯阿尔卑斯省，该省份为法国东南部内陆省份，北起上阿尔卑斯省，西接沃克吕兹省，西北接德龙省，南至瓦尔省，东临滨海阿尔卑斯省，东北部与意大利接壤。
与福孔德巴瑟洛内特接壤的市镇（或旧市镇、城区）包括：巴瑟洛内特、拉孔达米讷-沙特拉尔、昂沙斯特赖、若西耶、圣庞斯。
福孔德巴瑟洛内特的时区为UTC+01:00、UTC+02:00（夏令时）。

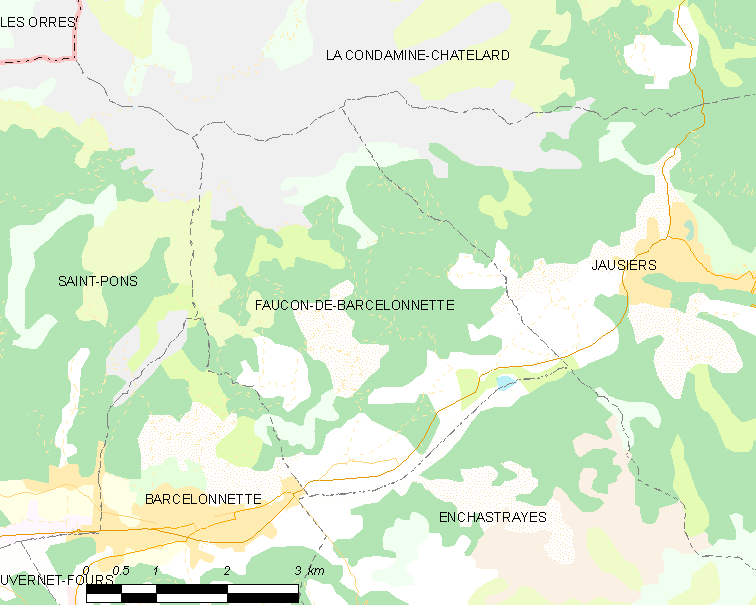
福孔德巴瑟洛内特的OSM定位图

## 行政
福孔德巴瑟洛内特的邮政编码为04400，INSEE市镇编码为04086。

## 政治
福孔德巴瑟洛内特所属的省级选区为巴瑟洛内特县。

## 人口

福孔德巴瑟洛内特1962-2008年间人口变化图示

福孔德巴瑟洛内特于2022年1月1日时的人口数量为293人。